# بودی الفمن
بودی الفمن (انگلیسی: Bodhi Elfman؛ زادهٔ ۱۹ ژوئیهٔ ۱۹۶۹) هنرپیشه، کارگردان فیلم، تهیه‌کننده فیلم، فیلم‌نامه‌نویس اهل ایالات متحده آمریکا است.
از فیلم‌ها یا برنامه‌های تلویزیونی که وی در آن نقش داشته‌است می‌توان به گودزیلا، وثیقه، دشمن ملت، آرماگدون، طلوع مرکوری، غارتگران دره سیلیکون، سرقت در ۶۰ ثانیه، اسلاپی و شخص نفرت‌انگیز، کابوس جدید وس کریون، دختر، دارما و گرگ، تقریباً مشهور، تماس، جوخه مد و حفظ ایمان اشاره کرد.